# Zeeslag bij Lowestoft
De Slag bij Lowestoft was een gevecht op 13 juni 1665 tussen de oorlogsvloten van de Republiek der Zeven Verenigde Nederlanden en Engeland tijdens de Tweede Engels-Nederlandse Oorlog. De zeeslag eindigde in de zwaarste nederlaag ter zee uit de geschiedenis van de Republiek.

## Achtergronden
Al voor het uitbreken van de oorlog was de Republiek begonnen met een ambitieus uitbreidingsprogramma. Daartoe bestond een gegronde reden: hoewel men evenveel oorlogsschepen had als de Britten, waren de Nederlandse lichter met gemiddeld minder en ook nog eens lichtere kanonnen. Eigenlijk bezat men geen enkel schip dat het op kon nemen tegen de acht Britse first & second rate driedekkers. Zware oorlogsschepen hadden een diepgang die ze ongeschikt maakte voor het bezeilen van de Nederlandse thuiswateren. Tijdens de Tachtigjarige Oorlog had men de zware Spaanse galjoenen toch nog met succes kunnen bevechten door met veel zeemanskunst de grote schepen met vele kleintjes (of met branders) tegelijk aan te vallen.
Ten tijde van de Eerste Engels-Nederlandse Oorlog bleek deze tactiek echter niet meer afdoende: admiraal Robert Blake had het varen in kiellinie uitgevonden. Zo wordt het althans meestal voorgesteld; in feite maakte hij samen met collega George Monck van Maarten Tromps favoriete tactiek een officiële doctrine. Dit stelde een lijn van zwaardere schepen in staat gezamenlijk hun vuur te concentreren. Tot na de Tweede Wereldoorlog, toen overgegaan werd op geleide raketten, zou dit de gangbare methode blijven.
De Nederlandse vloot was dus, hoewel al tegen een prijs van vier miljoen gulden tweemaal met dertig nieuwe schepen uitgebreid vanaf 1654 terwijl de verliezen in de Vierde Noordse Oorlog werden goedgemaakt door het bouwprogramma van 1659, kwalitatief verouderd. Dit besefte men terdege: admiraal Jacob van Wassenaer Obdam probeerde dit te compenseren door ook in zijn vloot systematisch het linievaren in te voeren en verfijnen, gecombineerd met de doctrine nooit in kiellinie het daadwerkelijke gevecht aan te gaan als men niet de lij had, dat wil zeggen: iets tegen de wind in voer aan de kant van de vijand zodat de meer omhoogstekende eigen kanonnen een groter bereik hadden en de onderste (en zwaarste) rij kanonnen van de vijandelijke schepen letterlijk tekortschoot. Zo kon een zekere pariteit aan vuurkracht bereikt worden. Dit vulde de oude tactiek aan om eerst de loef te winnen: (ook liefst in kiellinie manoeuvrerend) met de wind mee te varen, wat vooral nuttig is bij het enteren en het inzetten van branders en waarbij het in een directe aanval op de vijand toe varend eenvoudiger is in de zwenking de elevatie van de kanonnen te controleren.
Pas toen de Brits-Nederlandse betrekkingen, ondanks exorbitante geschenken aan Karel II van Engeland, steeds meer verkoelden en er in de koloniën eigenlijk al sprake was van een openlijke oorlog, ging men over tot de bouw van zestien veel grotere schepen - die overigens op hun onderste dek nog steeds lichtere kanonnen droegen. Ook het zeventigtal nieuw te bouwen overige schepen was gemiddeld wat zwaarder. Meestal spreekt men bij dit programma (kosten: acht miljoen gulden) van zestig schepen maar dat is het doelcijfer van 1666-1667 zonder de 17 vaartuigen uit 1664; de feitelijke aantallen zouden een tiental hoger liggen.
Vanuit een puur militair standpunt bezien zou het beter geweest zijn de hele vloot binnengaats te houden totdat de nieuwe schepen alle gebouwd en ingewerkt waren. Voor het voortbestaan van de Republiek was het echter noodzakelijk om de scheepvaartroutes open te houden. Men moest de heerschappij over de Noordzee dus steeds blijven betwisten. Toen het vaarseizoen aanbrak, verscheen op 8 mei 1665 een Britse vloot voor de Nederlandse kust. Hierna koos de Nederlandse vloot echter pas op 24 mei 1665 het sop om de Britse uitdaging te beantwoorden, na lang aandringen van Johan de Witt.
Er stond een stabiele oostenwind en De Witt wilde die gelegenheid gebruiken om de Britten agressief aan te vallen, iets wat Van Wassenaer volstrekt onverantwoord achtte. Na een schreeuwende ruzie moest de admiraal echter inbinden. Tot zijn opluchting waren de Britten echter alweer verdwenen: al na twee weken moest de Britse vloot terugkeren wegens gebrek aan leeftocht. Ondanks een oorlogskas van nominaal 2,5 miljoen pond had de Britse admiraliteit nu al een liquiditeitsprobleem, dat in de loop van de oorlog nog sterk zou verergeren. Op 25 mei was men de Theems weer opgevaren ter bevoorrading en koos pas 3 juni opnieuw zee.

## De Zeeslag

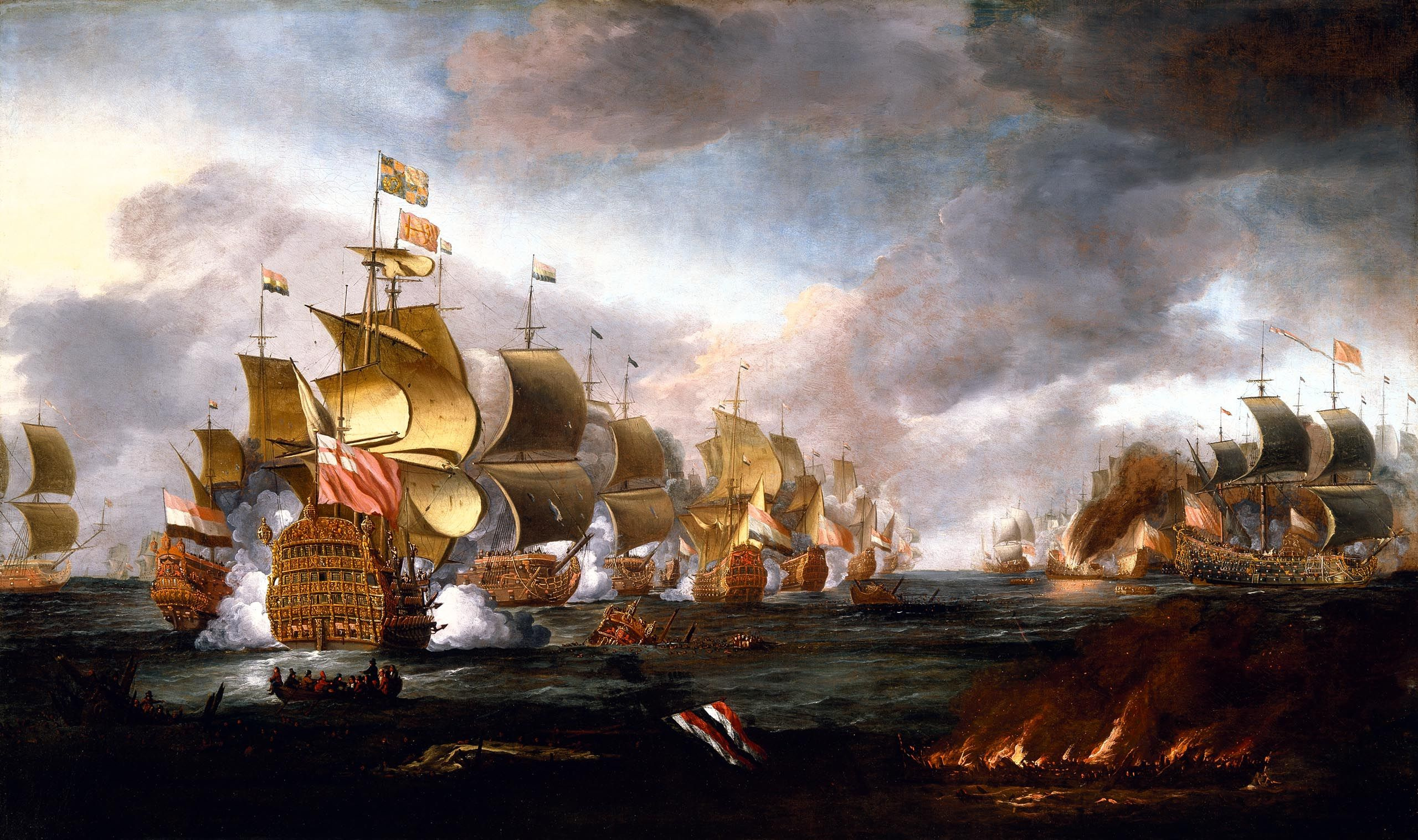
De Slag bij Lowestoft door Adriaen van Diest.

Ondertussen had de Nederlandse vloot een Engels konvooi onderschept van twintig schepen dat van Hamburg naar Engeland voer en negen koopvaarders buitgemaakt. Johan de Witt zond hierop brieven naar de vloot, van hemzelf en van de Staten - niet om Van Wassenaer te feliciteren met zijn succes maar om te vragen wat hij in godsnaam nog voor de kust deed en of het meneer wou believen de Engelsen eens aan te vallen. Dodelijk beledigd stak Van Wassenaer de Noordzee over.

### 11 juni
Op 11 juni kwam de Engelse vloot van 109 schepen, 4542 kanonnen en 22.055 opvarenden in zicht, gecommandeerd door de Lord High Admiral, zijnde de broer van de koning James, toen hertog van York, later Jacobus II van Engeland. De Britse vloot bestond uit drie eskaders van de rode, witte en blauwe vlag. James zelf beval de voorhoede; het centrum stond onder bevel van zijn neef Prins Rupert van de Palts en de achterhoede werd gecommandeerd door Edward Montagu, de Earl van Sandwich. De Nederlandse vloot van 103 schepen, 4869 kanonnen en 21.613 opvarenden stond onder bevel van Van Wassenaer zelf. Aan deze getallen is duidelijk te zien dat het gemiddeld aantal kanonnen bij de Nederlanders toch al een stuk hoger was dan in de Eerste Engelse Zeeoorlog, toen het op zo'n 30 per schip lag.
De Nederlanders hadden maar liefst zeven eskaders. Het eerste eskader werd geleid door Van Wassenaer zelf op de Eendragt; het tweede door luitenant-admiraal Johan Evertsen op de Hof van Zeeland; het derde door luitenant-admiraal Egbert Bartolomeusz Kortenaer op de Groot Hollandia; het vierde door luitenant-admiraal Auke Stellingwerf op de Zevenwolden; het vijfde door viceadmiraal Cornelis Tromp op de Liefde; het zesde door viceadmiraal Cornelis Evertsen de Oude op de Vlissingen en het zevende door viceadmiraal Volckert Schram op de Wapen van Nassau. Die dag werd het echter windstil en kon het dus niet meer tot een slag komen.

### 12 juni
Op 12 juni naderden de beide vloten elkaar op zo'n veertig zeemijl ten zuidoosten van Lowestoft bij Norwich, maar hoewel de oostenwind gunstig stond voor van Wassenaer, lukte het hem niet om een correcte linie te formeren doordat een gedeelte van zijn vloot bestond uit twaalf weliswaar grote, maar slecht getrainde Oost-Indiëvaarders en andere koopvaarders. Daarbij waren sommige schepen erg slecht bezeild, dat wil zeggen: zo vervuild met aangroeisel onder de waterlijn dat ze erg traag waren. Het coördineren met de nieuwe "schone" schepen lukte niet goed. Van Wassenaer begon toen al grote twijfel te gevoelen over de geoefendheid van zijn vloot, maar kon niet meer onder de zeeslag uit: Ik ben er in en ik moet er deur merkte hij op.
Zijn instructies waren heel duidelijk: Attaqueren door aborderen en enteren. De Witt kende Van Wassenaers voorliefde voor de kiellinie. Nu had hij de loef en kon dus direct aanvallen, precies wat De Witt op het oog had. Maar Van Wassenaer deed niets. Na de slag ondervraagd of zijn bevelhebber dan niet begreep dat hij volgens de gegeven instructies juist in deze omstandigheid had moeten aanvallen, schreef Tjerk Hiddes de Vries over de oorzaken van de nederlaag: "Vooreerst heeft God Almachtig ons opperhoofd de kennis benomen [Op de eerste plaats heeft de Almachtige God onze commandant van het verstand beroofd]- of nooit gegeven".

### 13 juni
In de morgen van de 13e juni probeerde van Wassenaer het wel. Zich ten zuidoosten van de Engelse vloot bevindend koerste hij zodra het licht werd naar het noorden. De wind was in de nacht naar noordwest gedraaid en de Nederlanders hadden dus de lij, ideaal om de Britten vanuit een defensieve positie flink toe te takelen terwijl men meteen voor de wind kon wijken als het gevecht een ongunstige wending dreigde te nemen. Om deze in kiellinie voor hem ongunstige situatie zo kort mogelijk te laten duren voer de Britse vloot voor de wind in tegenovergestelde richting naar het zuiden. Alle kapiteins van de Nederlandse vloot waren er op bedacht dat de wind naar het noordoosten zou kunnen draaien. Door de in de zomer gebruikelijke noordelijke passage van lagedrukgebieden van west naar oost draait de wind immers - zo wist men toen al uit ervaring - met de wijzers van de klok mee. Als dat zou gebeuren moest de vloot óf naar links zwenken om de Britse linie van voren te kruisen en alsnog de lijpositie te winnen door westelijk van de vijand te koersen - een zeer riskante manoeuvre - óf alsnog in de loef een directe aanval op de Britse vloot wagen.
Voorlopig gebeurde dat echter niet en de vloten passeerden elkaar, gingen overstag en passeerden weer in tegenovergestelde richting, elkaar onderwijl zonder al te veel effect beschietend, maar met de meeste schade aan de Nederlandse kant. Admiraal Egbert Bartolomeusz Kortenaer, bevelhebber van de voortocht (voorhoede), sneuvelde echter door een toevalstreffer in zijn dij op de Groot Hollandia en de jonge luitenant-admiraal van Friesland, Auke Stellingwerf, sneuvelde op de Zevenwolden toen hij door een kanonskogel in tweeën geschoten werd. Omdat Kortenaer tweede in bevel was geweest en de verdere opvolging niet geregeld was, werd de bevelsstructuur nu erg kwetsbaar.
Theoretisch hadden de Engelsen de meeste schade moeten lijden. De goed geoefende Britse vloot voer echter na wat verwarring overwonnen te hebben in een perfecte kielformatie, wat de Nederlanders tot grote ergernis van Van Wassenaer nog steeds niet goed lukte. Sommige schepen waren zelfs per ongeluk door de Britse linie heen gevaren en wisten ternauwernood de eigen rangen weer te bereiken. Hij hief daarop het eskaderverband op in de hoop dat de slechte coördinatie tussen de zeven eskaders onderling nu voorbij zou zijn. De wanorde werd echter alleen maar groter.
Hoewel ze de loef hadden vielen de Britten niet direct aan. Dat dit niet alleen was vanwege de perfecte beheersing van de kielformatie, bleek nu: op het bemerken van de Nederlandse wanorde splitste de Britse achterhoede zich af en probeerde de vijand te omvatten. Met moeite werd een omsingeling voorkomen maar de onzekerheid onder de Staatse vloot werd er niet minder om.
De Engelse vloot ging daarna voor een derde keer overstag en de Nederlandse begon dit te volgen toen de wind draaide: echter niet naar het noordoosten maar naar het zuidwesten - kennelijk had een zich ontwikkelend hogedrukgebied de depressie weer teruggedrongen of was de passage zuidelijk. De verwarring onder de Nederlandse schepen was nu compleet. Van de schepen die al overstag waren gegaan draaiden sommigen geheel volgens het boekje weer naar rechts om, teneinde parallel aan de Britten opzeilend de lij langer te behouden nu ze tegen de wind in vaart konden minderen. Anderen zwenkten toch naar links, zich er niet helemaal van bewust dat de omslag van de wind anders was dan normaal.
Velen bleven gewoon rechtdoor gaan, zich verwijderend van het deel dat helemáál niet overstag gegaan was. Doordat in de lijpositie de kruitwalmen tussen de eigen schepen geblazen worden, waren de vlagseinen niet goed zichtbaar. Een verslag van een Frans edelman op een Brits schip vermeldde: "De Hollanders waren in alle staten van verwarring". De kiellinie werd helemaal verbroken, de vloot waaierde uit en sloeg zo rond negen uur recht in de Engelse, die de foute indruk kreeg dat de vijand dapper maar dwaas het directe gevecht zocht. De Britten maakten echter meteen gebruik van de ordeloosheid onder hun vijanden door ze nu wel met hun achterhoede te omsluiten die zelfs meer naar het zuiden voer dan de voorhoede, behalve een smaldeel dat vanuit het zuiden de omsingeling voltooide.
Dit is althans het beeld dat de Nederlandse bronnen geven; in Engeland wordt een ander verslag van de gebeurtenissen gegeven: het feit dat de achterhoede zich na de derde passeerslag zuidelijker dan de voorhoede bevond wordt daar verklaard door aan te nemen dat de Britse vloot synchroon overstag ging - dus alle schepen zouden tegelijkertijd omgedraaid zijn in plaats van achter elkaar een bocht te maken - om evenwijdig aan de Nederlanders op te varen. Zo zou dan in één keer de hele volgorde van de vloot omgekeerd zijn. Deze interpretatie stuit echter op grote problemen. Om te beginnen zou zo'n manoeuvre een unieke prestatie zijn voor het midden van de 17e eeuw. Het is moeilijk te begrijpen hoe met het toenmalige primitieve systeem van seinvlaggen de communicatieproblemen bij het coördineren van een slaglinie van twaalf kilometer lengte overwonnen zouden hebben kunnen worden, vooral als we bedenken dat ook de Britten 24 ingehuurde koopvaarders gebruikten.
Een tweede moeilijkheid is dat het voorgenoemde smaldeel duidelijk bericht dat het na de manoeuvre urenlang geprobeerd heeft tegen de wind in naar het westen te varen, iets wat volslagen onbegrijpelijk is als we niet zouden aannemen dat het zich ten oosten van de Nederlandse vloot bevond.
Het zou inderdaad heel dwaas geweest zijn de Nederlandse vloot opzettelijk in deze situatie te brengen want die was uiterst ongunstig. Veel kapiteins probeerden er nog het beste van te maken door te pogen de Britten te enteren, maar in de lij lukte dat nauwelijks. Langzaam maar zeker, terwijl de uren verstreken, werd de vloot van de Republiek door de Britten gesloopt: de Britse achterhoede aan de oostzijde had de lij en kon dus de kanonnen optimaal gebruiken en de Engelse schepen aan de westkant waren superieur in het directe gevecht, zeker nu ze de loef hadden. Hoewel de Nederlanders meer kanonnen bezaten dan de Britten waren die gemiddeld veel lichter. Er was ook geen numeriek overwicht aan schepen om dit te compenseren. Van Wassenaer had in deze omstandigheden moeten proberen uit te breken naar het oosten, maar deed wanhopige pogingen de kiellinie te herstellen.
Rond het middaguur raakte het vlaggenschip van Van Wassenaer, de Eendragt, in direct duel met James' vlaggenschip de HMS Royal Charles. De lichtere Eendragt weerde zich kranig. Een kettingkogel doorsloeg de wand van het Britse schip tot in de admiraalskamer en reet onder anderen hovelingen Charles Berkeley, Earl van Falmouth, en Charles M'Carty, Viscount van Muskerry (Lord Musgrave), uiteen. James werd tegen de vloer geslagen door het afgerukte hoofd van Richard Boyle en besproeid door de hersenen van Berkeley, zodat John Denham kon dichten:
His shattered Head the fearless Duke disdains
And gave the last first proof that he had brains
ofwel:
Zijn hoofd op d'onverveerde Hertog lomp uiteengespat
bewees de laatste voor het eerst dat er een brein in zat
Om drie uur kreeg de Eendragt echter een voltreffer in de kruitkamer en ging met zijn admiraal de lucht in: slechts vijf opvarenden van de 409 zouden het overleven. Soms beweert men dat hierna het moreel brak van de Nederlanders. In ieder geval ging in de loop van de middag de conditie van de vloot steeds sneller achteruit. Men kon geen verband meer handhaven en was al verdeeld in twee grotere groepen door een eerdere doorbraak van Lord Montague. Tegen zeven uur in de avond week of vluchtte men naar het oosten. Vooral tijdens deze vlucht ging alles mis. Veel schepen werden geënterd. Het VOC-schip Oranje (76 kanonnen) onder kapitein Bastiaan Senten probeerde de Charles nog aan te vallen maar explodeerde toen het door de Royal Katherine, de Royal Oak en de Essex in de tang genomen werd.
De tuigage van de Tergoes raakte met die van het VOC-schip Maarsseveen (78 kanonnen), onder leiding van kapitein Jacob Janszoon Reus, en de koopvaarder Swanenburg verward. De schepen streken hun vlag en James had net hun overgave aanvaard toen kapitein Gregory van de brander Dolphin, die zojuist de Geldersche Ruyter buitgemaakt had, zich niet kon inhouden en de Nederlandse schepen in lichterlaaie zette. Honderden opvarenden verbrandden levend of verdronken. De woedende James beval het arrest van de kapitein maar die was met schip en al gevlucht en zou nooit meer gevonden worden. De Koevorden,  Stad Utrecht en de Prince Maurits gebeurde hetzelfde, maar de Elff Steden van Tjerk Hiddes de Vries wist zich los te kappen, de brand te blussen en te ontsnappen. Viceadmiraal Cornelis Tromp en luitenant-admiraal Jan Evertsen, ieder apart menend het bevel over te nemen, maakten de uitbraak mogelijk. Tromp op de Liefde dekte de aftocht van zestig schepen naar Texel, terwijl Evertsen met acht schepen meteen naar de Maas uitweek.
De Engelse vloot zette de achtervolging niet in omdat James, toch al aangedaan door de gebeurtenissen van die dag, verontrust werd door de blijmoedige opmerking van ijzervreter William Penn dat hij al uitkeek naar de zware gevechten de volgende dag: de Nederlanders waren immers op hun best als ze in het nauw gedreven werden. Een ander verhaal wil echter dat Henry Brouncker 's nachts kapitein Harman ervan wist te overtuigen het schip stil te leggen. Hij zou daarvoor opdracht hebben gekregen van James' vrouw, die vooraf instructies zou hebben gegeven te voorkomen dat haar eigenwijze man iets overkwam.

## Gevolgen
De directe schade voor de Republiek was enorm. Behalve de al genoemde acht geëxplodeerde en verbrande schepen, moesten bij thuiskomst de Luypaert, Rotterdam, Groot Zutphen, Prinses Royaal, Wapen van Monnickendam, Maaght van Enckhuyzen, en de fregatten Oranje en Brielle worden afgeschreven. Ambassadeur Van Beuningen gaf dit laatste feit onmiddellijk toe aan het Franse hof, maar de admiraliteiten probeerden het in de doofpot te stoppen. Nog eens negen schepen werden door de Britten buitgemaakt: de Hilversum, Delft, Zeelandia, Wapen van Edam en de Jonge Prins; het VOC-schip Nagelboom en de koopvaarders Carolus Quintus, Mars en Geldersche Ruyter.
De Tromp gaf zich over maar wist een dag later alsnog te ontsnappen. Het is opmerkelijk dat dus van de twaalf VOC-schepen en koopvaarders er zeven verloren gingen. De Nederlandse marine zou er na dit jaar grotendeels van afzien gewapende koopvaarders in te zetten. Duizenden opvarenden verloren het leven, tweeduizend raakten krijgsgevangen. De Britten verloren twee schepen waaronder de in het begin van het gevecht door de latere admiraal Jan den Haen buitgemaakte Great Charity en 723 man: 283 doden en 440 gewonden.
Er was ook grote schade aan de reputatie van de Republiek. Veel staatslieden zagen hun vooroordeel bevestigd dat een republiek nu eenmaal een inferieure staatsvorm was. De voorspelling werd bewaarheid dat de Nederlandse vloot het onherroepelijk af moest leggen tegen de Engelse. De aandelenkoersen van de Vereenigde Oostindische Compagnie kelderden. Bernard von Galen teisterde de oostelijke provincies.
Het volk was zeer geschokt door de nederlaag. Bepaalde officieren (waaronder Jan Evertsen) kregen er de schuld van, er kwam een officieel onderzoek en drie kapiteins werden door een krijgsraad onder leiding van Cornelis Tromp wegens lafheid ter dood veroordeeld: Anthonie Evertsen de Marre van de Wakende Boei; Jacob Bruijnings van de Westfriesland en Jan Pietersz Onclaer van het VOC-schip Nieuw Batavia; drie kapiteins werden eerloos verklaard en verbannen, waaronder Ate Stinstra, vlaggekapitein van de Groot Hollandia, en nog twee werd alleen eerloos ontslag verleend na openbare vernedering. Laurens Heemskerck van de Vrede werd bij verstek ter dood veroordeeld: hij was gevlucht naar Engeland en zou zich het volgend jaar wreken door de Britten te verleiden tot de aanval op Terschelling.
Anderen, die zich objectief gezien niet heel verschillend gedragen hadden, werden tot hun eigen verbazing juist als held bejubeld, bijvoorbeeld Tjerk Hiddes de Vries en Abraham van der Hulst. Om in de toekomst eenzelfde heilloze verwarring te voorkomen, werden de gevechtsinstructies op 15 augustus formeel vastgelegd, met duidelijker regels over wanneer men wel en niet in kiellinie moest varen.
Toch zocht de Republiek geen vrede op ongunstige voorwaarden, een grote tegenvaller voor Karel. De zwaardere schepen in aanbouw gaven reden tot hoop. Duizenden nieuwe zeelui monsterden aan, gelokt door een gunstige betaling. Het was De Ruyter al eind 1664 gelukt om de factorijen op de West-Afrikaanse kust te heroveren; na zijn terugkeer uit Amerika voer hij eind augustus 1665 met een gedeeltelijk herstelde vloot weer uit en bracht de Retourvloot van Pieter de Bitter uit Indië, beladen met duizenden edelstenen en duizenden tonnen zijde, porselein, specerijen en kleurstoffen, veilig thuis — waarbij echter opnieuw twee VOC-schepen, de Vergulde Phenix en Huys te Zwieten en de koopvaarders Slot van Honingen en St. Paulus samen met de Zevenwolde en de Groningen na een storm door de Britten veroverd werden.
De Retourvloot had zelf al een eerdere Britse aanval afgeslagen in de Slag in de Baai van Bergen. Nu zijn flamboyante levensstijl niet meer gefinancierd werd door de Nederlanders, zag Karel zich gedwongen stiekem zijn eigen oorlogskas te plunderen om zijn extravagante hofhouding overeind te houden. Het volgende jaar zou de Vierdaagse Zeeslag geheel anders verlopen.